# Alcántara (Cebú)
Alcántara es un municipio de quinta clase en la provincia de Cebú, en Filipinas. Limita al norte con Ronda, al oriente con Argao, al sur con Moalboal y al occidente con el estrecho de Tañón.

## Barangayes
Alcántara está subdividido administrativamente en 9 barangayes.

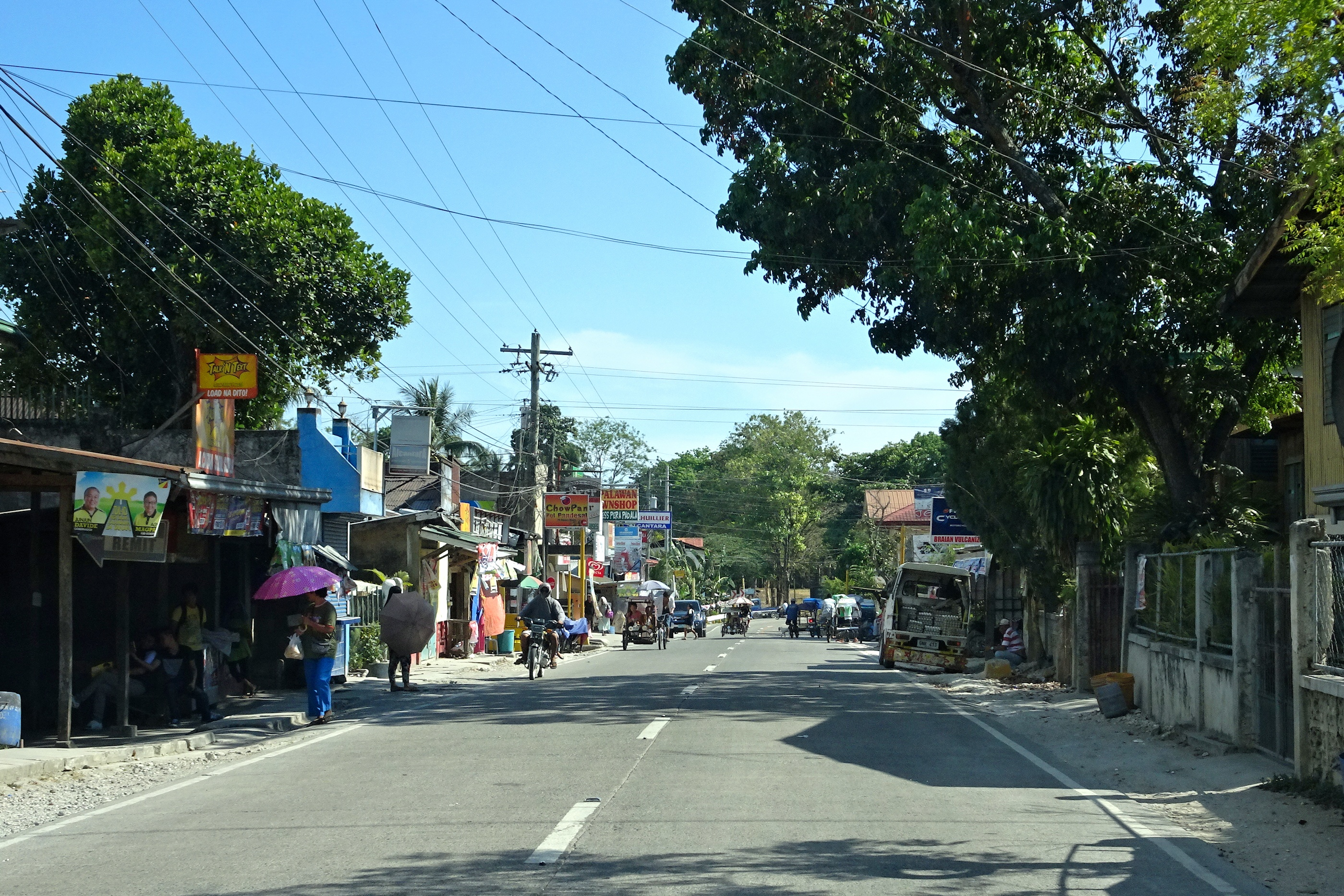
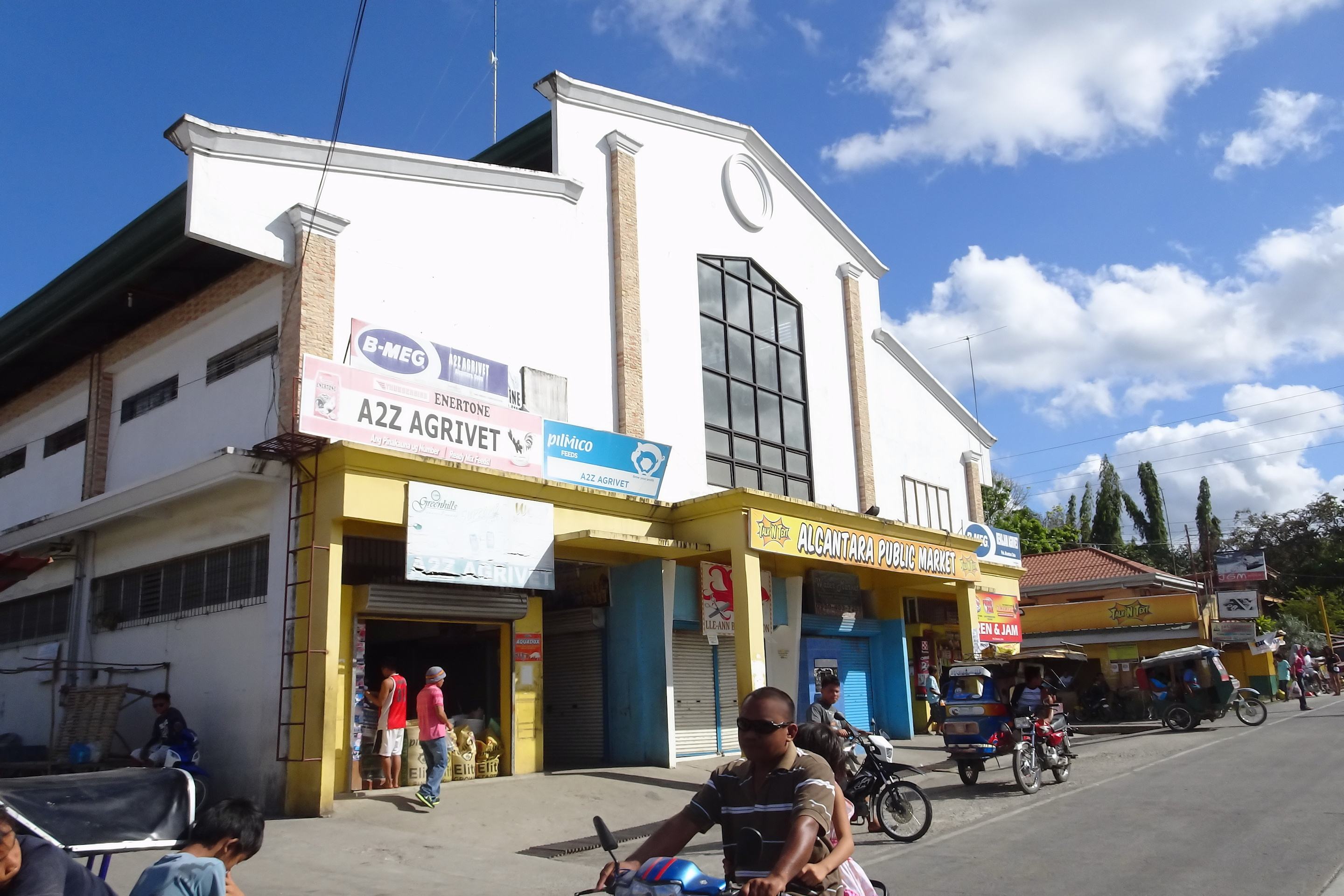

- Cabadiangan
- Cabil-isan
- Candabong
- Lawaan
- Manga
- Palanas
- Población
- Polo
- Salagmaya

- Datos: Q315636
- Multimedia: Alcantara, Cebu / Q315636

1. ↑  Worldpostalcodes.org, código postal n.º 6033.